# 꽃빵
꽃빵(중국어 간체자: 花卷, 정체자: 花捲; huājuǎn 화쥐안[*])은 중국의 빵이다. 밀가루 반죽을 쪄서 만든다. 다른 요리와 함께 싸먹으며 주로 잡채나 고기와 같이 먹기도 한다. 중국 북방 지역에서는 밥 대신 주식으로 먹기도 한다.

## 만드는 방법
| 재료 (4인분 기준) | 계량 |
| ----------------- | ---- |
| 밀가루            | 500g |
| 이스트            | 25g  |
| 설탕              | 60g  |
| 휘핑크림 (생크림) | 10g  |
| 우유              | 30g  |
| 식용유            | 10ml |
| 베이킹 파우더     | 15g  |

1. 밀가루에 물을 부어 이스트와 설탕, 휘핑크림, 우유를 넣고 연하게 반죽한다.
2. 2 시간 정도 상온에서 발효시킨다.
3. 밀가루를 묻히고 소다를 조금 넣어 치대준다.
4. 얇게 밀어서 식용유를 바른 후에 양쪽으로 말아서 자른다.
5. 20~30 분 정도 숙성시킨다.
6. 스팀기에 7 분 정도 찐다.

## 같이 보기
- 만터우
- 고추잡채